# Receptor de citoquina tipo I
Los receptores de citocinas de tipo I son receptores transmembrana expresados en la superficie de las células que reconocen y responden a las citocinas con cuatro cadenas helicoidales α . Estos receptores también se conocen con el nombre de receptores de hematopoyetina y comparten un motivo de aminoácido común ( WSXWS ) en la porción extracelular adyacente a la membrana celular. Los miembros de la familia de receptores de citoquinas tipo I comprenden diferentes cadenas, algunas de las cuales están involucradas en la interacción ligando /citoquina y otras que están involucradas en la transducción de señales.
El dominio común de unión a citocinas está relacionado con el dominio de fibronectina tipo III .